# Эннис

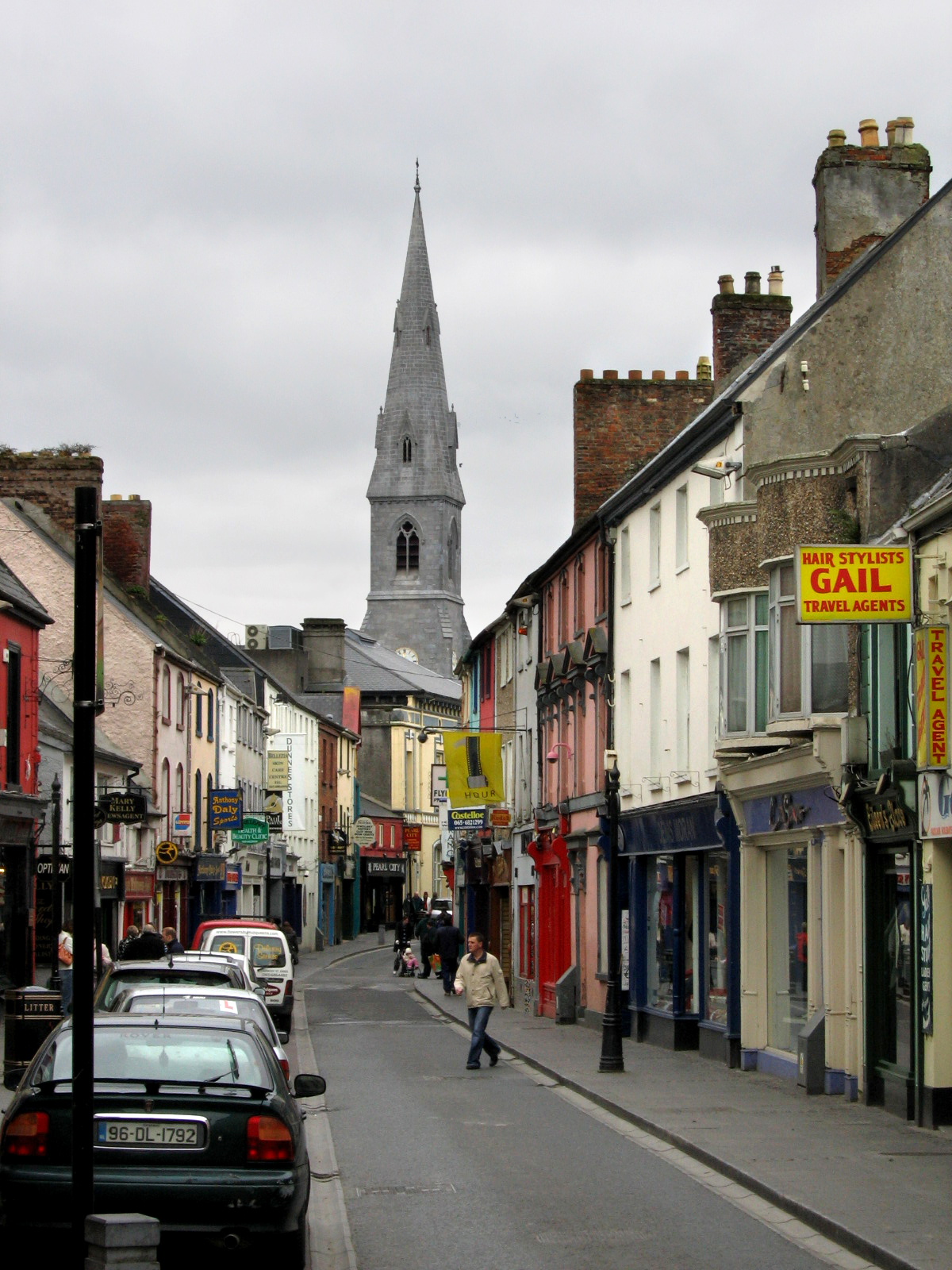
Собор святых Петра и Павла в Эннисе

Эннис (англ. Ennis; ирл. Inis (Иниш), «остров») — (малый) город в Ирландии, административный центр графства Клэр (провинция Манстер), а также его крупнейший город. В 2005 году был победителем Irish Tidy Towns Competition. Город поддерживает этот высокий статус, заняв второе место в 2008 году.
Город подвержен наводнениям при разливах реки Фергус, от которых частично помогает специальная защита. Через реку в 2009 году был построен новый пешеходный мост.
У Энниса есть три города-побратима:  Финикс,  Клейр и  Сен-Поль-де-Фенуйе.

## Демография
Население — 24 253 человека (по переписи 2006 года). В 2002 году население составляло 22 051 человек. При этом, население внутри городской черты (legal area) было 20 142, население пригородов (environs) — 4111.
Данные переписи 2006 года:
| Общие демографические показатели |               |                               |                               |       |       |
| Всё население                    | Всё население | Изменения населения 2002—2006 | Изменения населения 2002—2006 | 2006  | 2006  |
| 2002                             | 2006          | чел.                          | %                             | муж.  | жен.  |
| 22 051                           | 24 253        | 2202                          | 10,0                          | 11918 | 12335 |

В нижеприводимых таблицах сумма всех ответов (столбец «сумма»), как правило, меньше общего населения населённого пункта (столбец «2006»).
| Религия (Тема 2 — 5 : Число людей по религиям, 2006) |             |                |             |            |        |        |
| Католики, чел.                                       | Католики, % | Другая религия | Без религии | не указано | сумма  | 2006   |
| 20 849                                               | 86,0        | 2059           | 945         | 400        | 24 253 | 24 253 |

| Этно-расовый состав (Этничность. Тема 2 — 3 : Постоянное население по этническому или культурному происхождению, 2006) |            |              |       |        |        |            |        |        |
| Белые ирландцы | Лухт-шулта | Другие белые | Негры | Азиаты | Другие | Не указано | сумма  | 2006   |
| 19 118 | 428        | 2099         | 889   | 265    | 511    | 423        | 23 733 | 24 253 |
| Доля от всех отвечавших на вопрос, %                                                                                   |            |              |       |        |        |            |        |        |
| 80,6 | 1,8        | 8,8          | 3,7   | 1,1    | 2,2    | 1,8        | 100    | 97,91  |

1 — доля отвечавших на вопрос о языке от всего населения.
| Владение ирландским языком (Тема 3 — 1 : Число людей от 3 лет и старше по способности говорить по-ирландски, 2006) |        |            |        |        |
| Владеете ли Вы ирландским языком?                                                                                  |        |            |        |        |
| Да | Нет    | Не указано | сумма  | 2006   |
| 10 594 | 11 727 | 727        | 23 048 | 24 253 |
| Доля от всех отвечавших на вопрос о языке, %                                                                       |        |            |        |        |
| 46,0 | 50,9   | 3,2        | 100    | 95,01  |

1 — доля отвечавших на вопрос о языке от всего населения.
| Использование ирландского языка (Тема 3 — 2 : Говорящие по-ирландски от 3 лет и старше по частоте использования ирландского языка, 2006) |                                                            |                                               |                                               |                                               |                                               |                                               |        |                                     |        |
| Как часто и где Вы говорите по-ирландски?                                                                                                |                                                            |                                               |                                               |                                               |                                               |                                               |        |                                     |        |
| ежедневно, только в образовательных учреждениях                                                                                          | ежедневно, как в образовательных учреждениях, так и вне их | в других местах (вне образовательной системы) | в других местах (вне образовательной системы) | в других местах (вне образовательной системы) | в других местах (вне образовательной системы) | в других местах (вне образовательной системы) | сумма  | всего, отвечавших на вопрос о языке | 2006   |
| ежедневно, только в образовательных учреждениях                                                                                          | ежедневно, как в образовательных учреждениях, так и вне их | ежедневно                                     | каждую неделю                                 | реже                                          | никогда                                       | не указано                                    | сумма  | всего, отвечавших на вопрос о языке | 2006   |
| 2593 | 171                                                        | 216                                           | 555                                           | 4100                                          | 2820                                          | 139                                           | 10 594 | 23 048                              | 24 253 |
| Доля от всех отвечавших на вопрос о языке, %                                                                                             |                                                            |                                               |                                               |                                               |                                               |                                               |        |                                     |        |
| 11,3 | 0,7                                                        | 0,9                                           | 2,4                                           | 17,8                                          | 12,2                                          | 0,6                                           | 46,0   | 100                                 |        |

| Типы частных жилищ (Тема 6 — 1(a) : Число частных домовладений по типу размещения, 2006) |          |         |                 |            |       |        |
| Отдельный дом                                                                            | Квартира | Комната | Переносные дома | не указано | сумма | 2006   |
| 7642                                                                                     | 850      | 45      | 3               | 148        | 8688  | 24 253 |